# Punto di Nagel
Preso un triangolo {\displaystyle ABC}, le rette che uniscono ciascun vertice di un triangolo con il punto di contatto tra il lato opposto e il corrispondente cerchio ex-inscritto passano per uno stesso punto {\displaystyle N}, detto punto di Nagel.
Se indichiamo i lati del triangolo con {\displaystyle a\,,b\,,c} e con {\displaystyle \,2p} il perimetro, le coordinate cartesiane del punto di Nagel sono:
{\displaystyle {\overrightarrow {ON}}=\left({\begin{array}{c}x_{N}\\y_{N}\end{array}}\right)=\,{\dfrac {p-a}{p}}\left({\begin{array}{c}x_{A}\\y_{A}\end{array}}\right)+\,{\dfrac {p-b}{p}}\left({\begin{array}{c}x_{B}\\y_{B}\end{array}}\right)+\,{\dfrac {p-c}{p}}\left({\begin{array}{c}x_{C}\\y_{C}\end{array}}\right)}
Il punto di Nagel è allineato con il baricentro, l'incentro e il punto di Spieker.
Inoltre il punto di Spieker è il punto medio del segmento che ha come estremi il punto di Nagel {\displaystyle N} e l'incentro {\displaystyle I}.
Il baricentro {\displaystyle B} divide il segmento {\displaystyle {\overline {IN}}} in due parti tali che
{\displaystyle {\overline {NB}}=2\cdot {\overline {BI}}}